# Believe (The Bravery)
Believe è una canzone dei The Bravery, estratta come singolo dal loro album The Sun and the Moon Complete del 2008.

## Significato
La canzone sembra parlare di un rapporto in cui si dà tutto per scontato, cosa che il protagonista non accetta.